# Безусловная сходимость
В математическом анализе, ряд {\displaystyle \sum _{n=1}^{\infty }x_{n}} в банаховом пространстве X называется безусловно сходящимся, если для произвольной перестановки {\displaystyle \sigma :\mathbb {N} \to \mathbb {N} } ряд {\displaystyle \sum _{n=1}^{\infty }x_{\sigma (n)}} является сходящимся.

## Свойства
- Если ряд {\displaystyle \sum _{n=1}^{\infty }x_{n}} является безусловно сходящимся, то существует единственный элемент {\displaystyle x\in X,} такой, что {\displaystyle \sum _{n=1}^{\infty }x_{\sigma (n)}=x,} для произвольной перестановки {\displaystyle \sigma :\mathbb {N} \to \mathbb {N} .}
- Произвольный абсолютно сходящийся ряд является безусловно сходящимся, но обратное утверждение является неверным. Однако, когда X = Rn, тогда вследствие теоремы Римана, ряд {\displaystyle \sum x_{n}} является безусловно сходящимся тогда и только тогда, когда он является абсолютно сходящимся.
- Если {\displaystyle \{x_{n}\}} — последовательность элементов гильбертова пространства H, то из безусловной сходимости ряда {\displaystyle \sum _{n=1}^{\infty }x_{n}} следует {\displaystyle \sum _{n=1}^{\infty }\lVert x_{n}\rVert ^{2}<\infty .}

### Эквивалентные определения
Можно дать несколько эквивалентных определений безусловной сходимости: ряд является безусловно сходящимся тогда и только тогда, когда:
- для произвольной последовательности {\displaystyle (\varepsilon _{n})_{n=1}^{\infty }}, где {\displaystyle \varepsilon _{n}\in \{-1,+1\}}, ряд {\displaystyle \sum _{n=1}^{\infty }\varepsilon _{n}x_{n}} является сходящимся.
- для произвольной последовательности {\displaystyle (\alpha _{n})_{n=1}^{\infty }}, такой, что {\displaystyle \sup _{n}|\alpha _{n}|<\infty }, ряд {\displaystyle \sum _{n=1}^{\infty }\alpha _{n}x_{n}} является сходящимся.
- для произвольной последовательности {\displaystyle 1\leq k_{1}<k_{2}<\ldots }, ряд {\displaystyle \sum _{n=1}^{\infty }x_{k_{n}}} является сходящимся.
- для произвольного {\displaystyle \varepsilon >0} существует конечное подмножество {\displaystyle I\subset \mathbb {N} ,} такое, что {\displaystyle \lVert \sum _{i\in J}x_{i}\rVert \,<\varepsilon } для произвольного конечного подмножества {\displaystyle J\subset \mathbb {N} \setminus I}

## Пример
Пусть дано пространство {\displaystyle l^{p}\,,} где {\displaystyle 1<p<\infty } — банахово пространство числовых последовательностей с нормой {\displaystyle \|x\|_{p}=\left(\sum \limits _{n=1}^{\infty }|x_{n}|^{p}\right)^{\frac {1}{p}}}. Рассмотрим в нём последовательность {\displaystyle x_{n}=(0,\ldots ,{\frac {1}{n}},0,\ldots ),} где ненулевое значение стоит на n-м месте. Тогда ряд {\displaystyle \sum _{n=1}^{\infty }x_{n}} является безусловно сходящимся, но не является абсолютно сходящимся.